# Gosei 1982
Il Gosei 1982 è stata la settima edizione del torneo goistico giapponese Gosei. 

## Svolgimento
- W indica vittoria col bianco
- B indica vittoria col nero
- X indica la sconfitta
- +R indica che la partita si è conclusa per abbandono
- +N indica lo scarto dei punti a fine partita
- +F indica la vittoria per forfeit
- +T indica la vittoria per timeout
- +? indica una vittoria con scarto sconosciuto
- V indica una vittoria in cui non si conosce scarto e colore del giocatore

### Fase preliminare
La fase preliminare serve a determinare chi accede al torneo per la selezione dello sfidante. Consiste in un torneo preliminare, i cui vincitori sono qualificati al torneo per la determinazione dello sfidante.

### Determinazione dello sfidante
|  | Primo turno         | Primo turno |  |  | Secondo turno       | Secondo turno |                 |                  | Terzo turno | Terzo turno |  |  | Semifinale | Semifinale |  |  | Finale | Finale |
|  |                     |             |  |  |                     |               |                 |                  |             |             |  |  |            |            |  |  |        |        |
|  | Makoto Ito          |             |  |  |                     |               |                 |                  |             |             |  |  |            |            |  |  |        |        |
|  | Kunihisa Honda      | W+R         |  |  | Kunihisa Honda      |               |                 |                  |             |             |  |  |            |            |  |  |        |        |
|  | Tadahiko Chino      |             |  |  | Shoji Sakakibara    | B+0,5         |                 |                  |             |             |  |  |            |            |  |  |        |        |
|  | Shoji Sakakibara    | B+2,5       |  |  |                     |               |                 | Shoji Sakakibara |             |             |  |  |            |            |  |  |        |        |
|  | Katsuaki Kubo       |             |  |  | Masao Kato          | B+R           |                 |                  |             |             |  |  |            |            |  |  |        |        |
|  | Toshihiro Shimamura | B+R         |  |  | Toshihiro Shimamura |               |                 |                  |             |             |  |  |            |            |  |  |        |        |
|  |                     |             |  |  | Masao Kato          | B+R           |                 |                  |             |             |  |  |            |            |  |  |        |        |
|  |                     |             |  |  |                     |               |                 | Masao Kato       |             |             |  |  |            |            |  |  |        |        |
|  | Hideyuki Fujisawa   |             |  |  | Kōichi Kobayashi    | W+R           |                 |                  |             |             |  |  |            |            |  |  |        |        |
|  | Katsuji Kada        | B+R         |  |  | Katsuji Kada        |               |                 |                  |             |             |  |  |            |            |  |  |        |        |
|  | Toshio Sekiyama     |             |  |  | Ō Rissei            | B+7,5         |                 |                  |             |             |  |  |            |            |  |  |        |        |
|  | Ō Rissei            | B+1,5       |  |  |                     |               | Ō Rissei        |                  |             |             |  |  |            |            |  |  |        |        |
|  | Kunio Kamimura      |             |  |  | Kōichi Kobayashi    | W+R           |                 |                  |             |             |  |  |            |            |  |  |        |        |
|  | Haruo Kamimura      | W+R         |  |  | Haruo Kamimura      |               |                 |                  |             |             |  |  |            |            |  |  |        |        |
|  | Yoshihisa Miyamoto  |             |  |  | Kōichi Kobayashi    | W+R           |                 |                  |             |             |  |  |            |            |  |  |        |        |
|  | Kōichi Kobayashi    | B+R         |  |  |                     |               |                 | Kōichi Kobayashi | 0           |             |  |  |            |            |  |  |        |        |
|  | Masao Sugiuchi      |             |  |  | Cho Chikun          | 2             |                 |                  |             |             |  |  |            |            |  |  |        |        |
|  | Yoshio Ishida       | B+R         |  |  | Yoshio Ishida       |               |                 |                  |             |             |  |  |            |            |  |  |        |        |
|  | Hidehito Nakamura   |             |  |  | Shoji Hashimoto     | W+2,5         |                 |                  |             |             |  |  |            |            |  |  |        |        |
|  | Shoji Hashimoto     | B+R         |  |  |                     |               | Shoji Hashimoto |                  |             |             |  |  |            |            |  |  |        |        |
|  | Sunao Sato          |             |  |  | Masaki Takemiya     | B+R           |                 |                  |             |             |  |  |            |            |  |  |        |        |
|  | Kunio Ishii         | B+R         |  |  | Kunio Ishii         |               |                 |                  |             |             |  |  |            |            |  |  |        |        |
|  | Yasuaki Kuwata      |             |  |  | Masaki Takemiya     | B+R           |                 |                  |             |             |  |  |            |            |  |  |        |        |
|  | Masaki Takemiya     | W+R         |  |  |                     |               | Masaki Takemiya |                  |             |             |  |  |            |            |  |  |        |        |
|  | Reiki Magari        |             |  |  | Cho Chikun          | W+R           |                 |                  |             |             |  |  |            |            |  |  |        |        |
|  | Yujiro Hashimoto    | W+4,5       |  |  | Yujiro Hashimoto    |               |                 |                  |             |             |  |  |            |            |  |  |        |        |
|  | Yoshimi Hashimoto   |             |  |  | Shinzo Ishii        | W+R           |                 |                  |             |             |  |  |            |            |  |  |        |        |
|  | Shinzo Ishii        | B+1,5       |  |  |                     |               | Shinzo Ishii    |                  |             |             |  |  |            |            |  |  |        |        |
|  | Satoru Kobayashi    |             |  |  | Cho Chikun          | B+5,5         |                 |                  |             |             |  |  |            |            |  |  |        |        |
|  | Kaku Takagawa       | W+R         |  |  | Kaku Takagawa       |               |                 |                  |             |             |  |  |            |            |  |  |        |        |
|  | Yutaka Shiraishi    |             |  |  | Cho Chikun          | B+R           |                 |                  |             |             |  |  |            |            |  |  |        |        |
|  | Cho Chikun          | W+R         |  |  |                     |               |                 |                  |             |             |  |  |            |            |  |  |        |        |

### Finale
La finale è una sfida al meglio delle cinque partite, il detentore Hideo Otake ha affrontato lo sfidante scelto tramite il processo di qualificazione.